# 柿沼谷蔵
柿沼 谷蔵（かきぬま たにぞう、1854年7月5日（嘉永7年6月11日）- 1920年（大正9年）11月26日）は、上州出身の錦糸商。当主は代々柿沼谷蔵を襲名した。

## 経歴
柿沼家は代々上州館林で魚商を営んでいたが、先々代が江戸に出て上州屋と號し綿絲商を開業。当代谷蔵は旧姓を増山といい、上野館林藩領邑楽郡館林町（群馬県邑楽郡館林町を経て現館林市）増山清蔵の二男として生まれた。1879年（明治12年）1月、先代・柿沼谷蔵の二女・はなと結婚。婿養子となり、1881年（明治14年）に家督を相続する。綿糸業を継ぎ、1887年（明治20年）には日本橋区堀江町にあった店舗を小網町に移転し業務を拡大。商業会議所特別議員を務め、東京瓦斯、金町製瓦（日本煉瓦製造の前身のひとつ）、下野紡績（東洋紡の前身のひとつ）、東京製糸、第一生命保険などの創設に関与した。のち下野紡績の社長を務め、日本橋女学館（開智日本橋学園中学・高等学校の前身）の創立にも関わった。
1916年（大正5年）に嫡男・政太郎に家督を譲る。その僅か4年後の1920年（大正9年）、不況の影響もあり柿沼家は錦糸業を廃業。政太郎はその後、東京米穀商品取引所の常務理事を務めた。谷蔵は絵画や彫刻など多数の美術品を蒐集していたが、1922年（大正11年）には300点以上の品が売りに出された。

## 子
- 政太郞（1880年4月生）- 東京高等商業学校を卒業。1916年に家督を相続し谷蔵を襲名した。東京紡績会長[3]。
- せき（1885年1月生）- 諸井四郎の妻[3]。
- はる（1887年10月生）- 東京府、清水榮蔵の妻[3]。
- 正治郞（1889年2月生）- 妻は土屋計左右の妹・カイ。
- とき（1893年12月生）- 鼈甲問屋・小川専助の妻[5]。
- 富久（1895年4月生）- 兵庫県、森正三の妻。
- きみ（1896年10月生）- 安藤三郎（安藤浩の三男）の妻[6]。
- たか（1901年6月生）